# Andrena morosa
Andrena morosa är en biart som beskrevs av Cameron 1897. Andrena morosa ingår i släktet sandbin, och familjen grävbin. Inga underarter finns listade i Catalogue of Life.